# Kotlenți, Dobrici
Kotlenți (în bulgară Котленци, în română Bucureni) este un sat în comuna Dobricika, regiunea Dobrici, Dobrogea de Sud, Bulgaria. 
Între anii 1913-1940 a făcut parte din plasa Casim a județului Caliacra, România. 

## Demografie
Componența etnică a satului Kotlenți
     Romi (13,14%)
     Turci (5,97%)
     Bulgari (64,94%)
     Nicio identificare (15,93%)
La recensământul din 2011, populația satului Kotlenți era de 251 locuitori. Din punct de vedere etnic, majoritatea locuitorilor (64,94%) erau bulgari, existând și minorități de romi (13,14%) și turci (5,97%). Pentru 15,93% din locuitori nu este cunoscută apartenența etnică.